# Château de la Motte-Sonzay
Pour les articles homonymes, voir Château de la Motte.
Le château de la Motte-Sonzay est situé au sud du village de Sonzay en Indre-et-Loire, sur le cours de la Fare qui lui permet de mettre en eau ses douves.

## Histoire
Ancienne châtellenie qui relevait des châteaux de Tours et La Vallière. Il a appartenu à la puissante famille de Bueil. Pierre de Bueil entreprend la construction d'un chastel en 1380. Construit à l'emplacement d'un édifice féodal des XIIe et XVe siècles, par Antoine de Loubes, panetier du roi.
Propriété de la famille Bonnin de la Bonninière de Beaumont au XIXe siècle, fait l’objet d’une classement au titre des monuments historiques depuis le 25 avril 1959.

## Architecture
Le château s'élevait primitivement sur un plan quadrangulaire. Quatre tours renforçaient les angles et l'accès se faisait par une poterne avec pont-levis. Au XIXe siècle, les deux ailes joignant la tour de la chapelle furent abattues et la cour devint une terrasse. Sur cette terrasse se développent deux façades du XVIe siècle, séparées par une tour polygonale renfermant l'escalier, dont la construction paraît remonter au XIXe siècle et qui a conservé une porte gothique avec fleuron et pinacles.